# Rishi Sunak
Rishi Sunak (* 12. května 1980 Southampton) je britský politik, v letech 2022–2024 premiér Spojeného království v čele většinového kabinetu. Od října 2022 do listopadu 2024 byl vůdcem Konzervativní strany. Do premiérského úřadu nastoupil jako první hinduista asijského původu, ve 42 letech nejmladší od uvedení Roberta Jenkinsona do funkce v roce 1812 a také jako nejmajetnější osoba v historii. V letech 2020 až 2022 byl ministrem financí ve druhém kabinetu Borise Johnsona. Od roku 2015 je poslancem Dolní sněmovny za obvod Richmond v Severním Yorkshiru.

## Život
Narodil se v Southamptonu jako nejstarší ze tří dětí, otec Yashvir je lékař, matka Usha pak lékárnice. Jeho otec se narodil v Keni a matka v Tanzanii, tři prarodiče pocházeli z Indie a jeden z Tanzanie. Dědovi z matčiny strany byl v roce 1988 za jeho práci ve státních službách udělen nejnižší stupeň Řádu britského impéria. Jeho bratr Sanjay je psycholog, sestra Raakhi pracuje pro vzdělávací fond spadající pod OSN.
Sunak navštěvoval soukromou internátní střední školu Winchester College, o prázdninách pracoval jako číšník. Poté vystudoval filozofii, politologii a ekonomii na Lincoln College Oxfordské univerzity. Během studií byl na stáži v Konzervativní straně.
Po dokončení univerzity pracoval v letech 2001 až 2004 jako analytik v investiční bance Goldman Sachs, poté v londýnském hedge fondu The Children's Investment Fund Management. V roce 2006 získal titul MBA na obchodní škole Stanford Graduate School of Business spadající pod Stanfordovu univerzitu, studium hradilo Fulbrightovo stipendium. Během studia managementu (MBA) navázal partnerský vztah s Akshatou Murthyovou, s níž se v roce 2009 oženil. Její otec, miliardář N. R. Narayana Murthy, založil indickou IT společnost Infosys. K dubnu 2022 Sunakova manželka vlastnila 0,91 % akcií této společnosti s hodnotou asi 900 milionů dolarů (22 mld. Kč). Do manželství se narodily dvě dcery.
V roce 2009 se stal jedním z partnerů nově založeného hedge fondu Theleme Partners. V letech 2013 až 2015 také působil ve společnosti Catamaran Ventures, vlastněnou tchánem a kde pracovala jeho manželka.
Spolu s manželkou vlastní památkově chráněné panské sídlo ve vesnici Kirby Sigston nedaleko města Northallerton v hrabství Severní Yorkshire. Vlastní také dům a byt v Londýně, dále luxusní byt v kalifornském letovisku Santa Monica. Britský list The Sunday Times manžele v žebříčku nejbohatších Britů umístil na 222. místo.

## Politická kariéra
Do dolní sněmovny parlamentu se poprvé dostal po všeobecných volbách v roce 2015 jako poslanec za Richmond v Severním Yorkshiru, ve svém okrsku získal 51,4 % hlasů voličů. Byl členem poslaneckého výboru pro živostí prostředí, potraviny a rozvoj venkova. Ve volbách v roce 2017 byl znovuzvolen ve stejném okrsku, získal již 63,9 % hlasů. Od června 2017 působil jako poslanecký asistent na ministerstvu obchodu, energetiky a průmyslové strategie, mezi lednem 2018 a červencem 2019 byl náměstkem na ministerstvu pro místní rozvoj a od července 2019 do jmenování ministrem financí v únoru 2020 byl prvním náměstkem ministra financí Sajida Javida. Ve volbách v roce 2019 byl opět znovuzvolen ve okrsku Richmond, získal 63,6 % hlasů. V roce 2016 podpořil Brexit.
Jeho vzestup do nejvyšších pater politiky byl popisován jako prudký. Podle průzkumu veřejného mínění společnosti YouGov byl ve čtvrtém čtvrtletí 2021 nejoblíbenějším politikem Konzervativní strany. Během skandálu ohledně večírků za probíhajících protiepidemických opatření na Downing Street se o něm na začátku roku 2022 spekulovalo jako o jednom z možných nástupců Borise Johnsona ve funkci premiéra. Po úniku informace o tom, že jeho manželka neplatila ve Spojeném království daň ze zahraničních příjmů, byl v průzkumu webu ConservativeHome mezi voliči Konzervativní strany z dubna 2022 naopak nejméně oblíbeným členem Johnsonova kabinetu.
Při stranickém hlasování o nedůvěře Johnsonovi 6. června 2022 vyjádřil premiérovi podporu, 5. července však oznámil svou rezignaci společně s Javidem v návaznosti na kauzu ohledně Johnsonova jmenování Chrise Pinchera do vnitrostranické funkce přesto, že věděl o jeho podezření ze sexuálního obtěžování. Po Johnsonově rezignaci 7. července se začal ucházet o post vůdce konzervativců a tím pádem premiéra. V pěti hlasováních mezi poslanci strany, která rozhodla o dvou kandidátech do volby mezi všemi členy strany, získal nejvíc hlasů. Druhá skončila ministryně zahraničních věcí Liz Trussová. Ta byla 5. září ohlášena jako vítězka volby mezi členskou základnou, když získala 57,4 % hlasů proti Sunakovým 42,6 %. Volební účast činila 82,6 %. Po rezignaci Liz Trussové 20. října 2022 se o funkci premiéra ucházel znovu, kandidaturu oznámil 23. října. Jeho nejsilnějším protivníkem měl být bývalý premiér Johnson. Ten ale v předvečer uzávěrky nominací prohlásil, že ačkoli měl potřebnou podporu, rozhodl se nekandidovat. Jedinou další zájemkyní byla Penny Mordauntová, která do 24. října nezískala potřebnou podporu sta členů parlamentu a Sunak se s podporou bezmála 200 členů z 357 možných, jako jediný platný kandidát, stal bez hlasování členské základny novým lídrem Konzervativní strany. Podporu mu vyjádřilo několik členů vlády Liz Trussové a bývalých ministrů Borise Johnsona.

### Premiér Spojeného království
Král Karel III. Britský ho následně 25. října 2022 jmenoval premiérem a pověřil sestavením nové vlády. Sunak si ponechal asi třetinu ministrů z vlády Liz Trussové, ve své funkci ponechal mj. i svou soupeřku Mordauntovou. Jedním z jeho prvních rozhodnutí bylo obnovení zákazu těžby zemního plynu a ropy hydraulickým štěpením.
Přestože Sunak v roce 2022 sliboval snížení imigrace, tak čistá legální migrace do Spojeného království během roku 2022 dosáhla rekordního počtu 764,000, přičemž imigrace dosáhla 1,26 milionu a emigrace 493 000. Z 1,22 milionu lidí, kteří se přistěhovali do Spojeného království v roce 2023, bylo pouze 126,000 občanů členských států EU. V důsledku brexitu opustilo Spojené království během 12 měsíců do června 2023 o 86,000 více občanů EU, než se přistěhovalo. Občané členských států EU pracující v sektorech zdravotní a sociální péče byli nahrazeni imigranty ze států Asie a Afriky. V roce 2023 se přistěhovalo do Spojeného království přibližně 250,000 imigrantů z Indie, 141,000 z Nigérie, 90,000 z Číny a 83,000 z Pákistánu. Před volbami v červenci 2024 obvinil předseda opoziční Labouristické strany Keir Starmer vládnoucí konzervativce a premiéra Sunaka, že ztratili nad imigrací kontrolu.

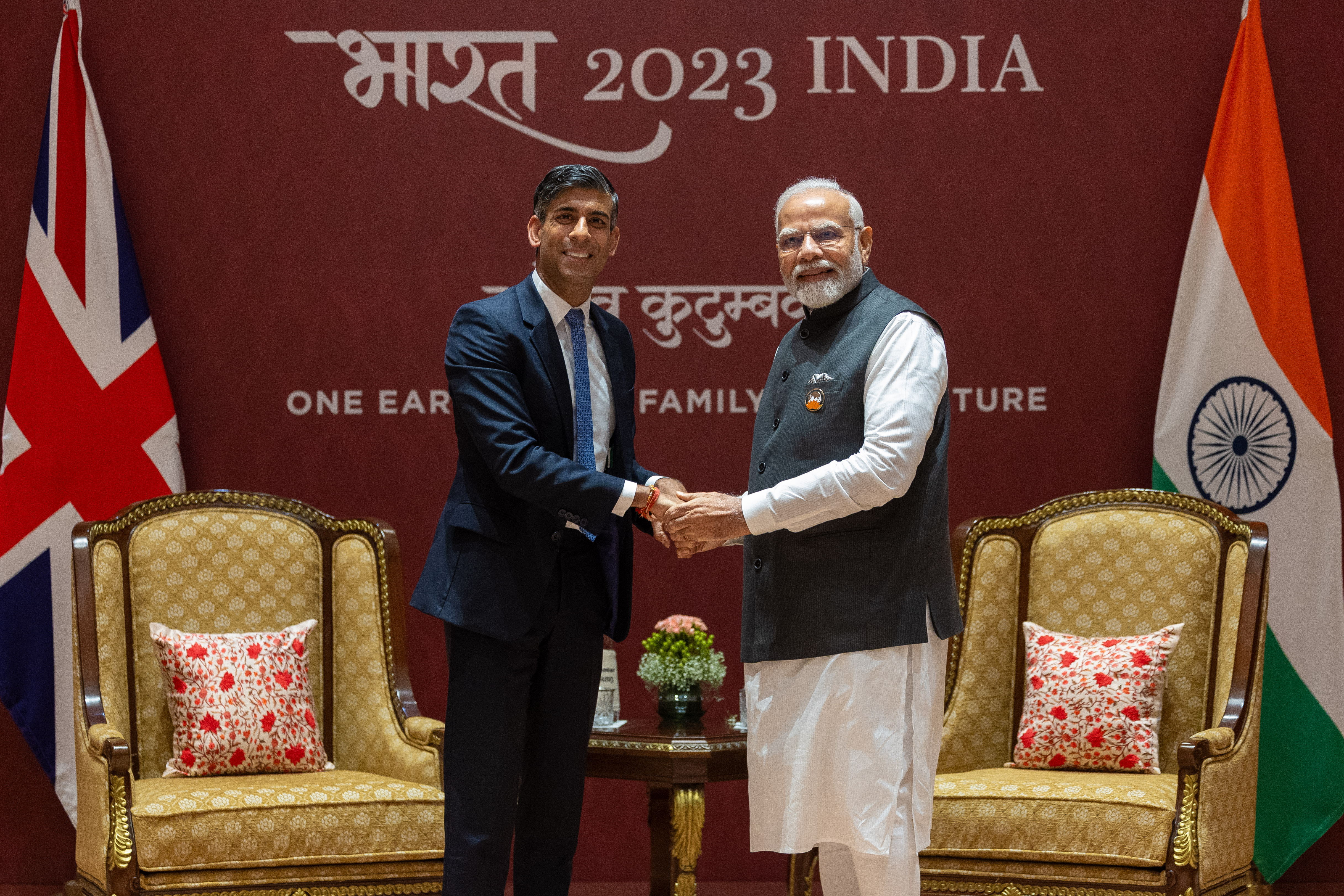
Sunak a indický premiér Naréndra Módí na summitu G20 v Indii v září 2023

V roce 2019 se Konzervativní strana a Boris Johnson zavázali snížit čistou legální migraci pod 250,000 ročně, ale Sunak se v roce 2023 od tohoto závazku distancoval a prohlásil, že prioritou není omezit legální imigraci do Spojeného království, ale zastavit nelegální migraci. V roce 2023 přeplulo téměř 30,000 nelegálních migrantů na malých člunech Lamanšský průliv do Spojeného království. Sunak pokračoval v Johnsonově plánu deportací do Rwandy, který počítal s tím, že uchazeči o azyl, kteří do Spojeného království vstoupili nelegálně, budou letecky přepraveni do Rwandy.

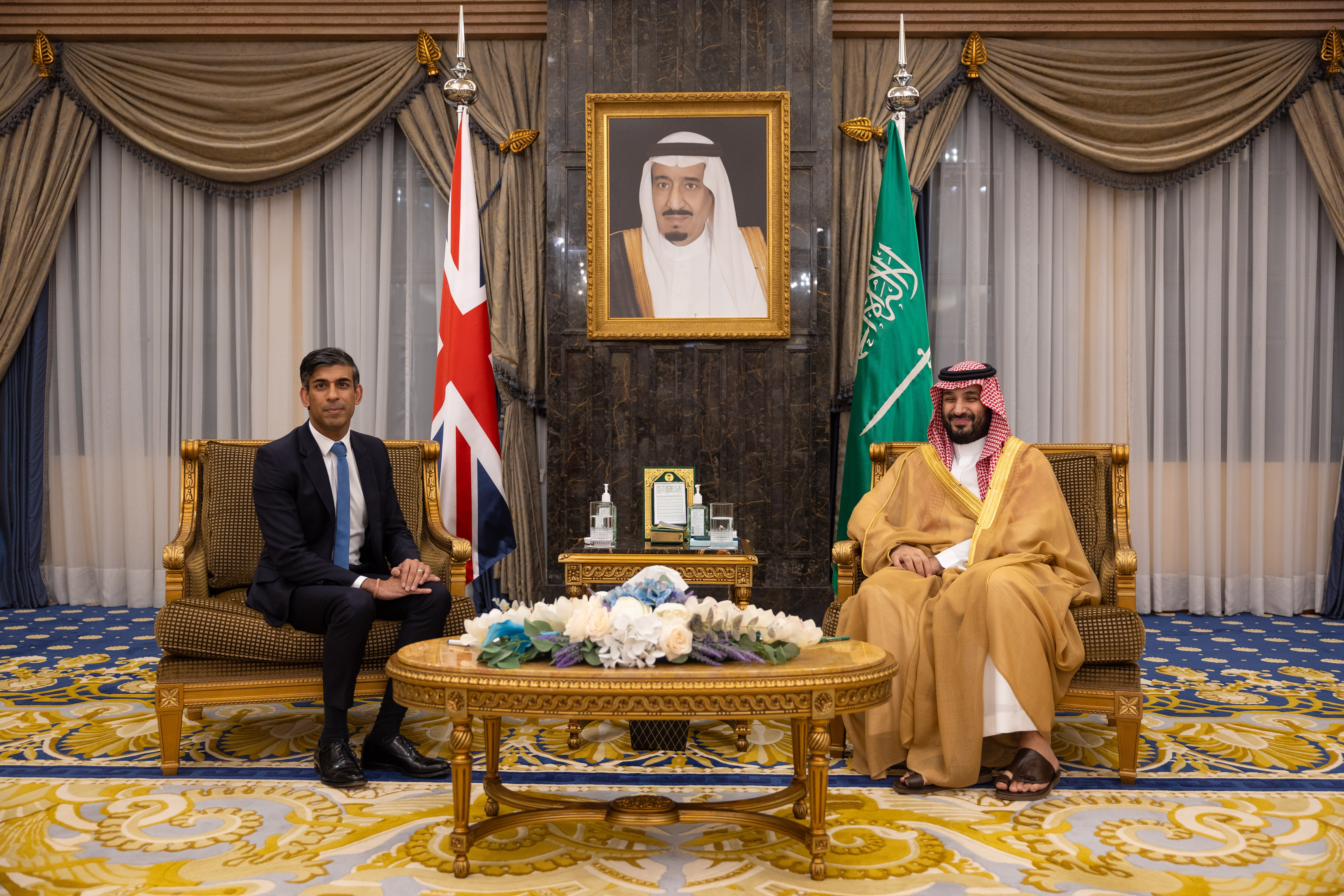
Sunak a saúdský korunní princ Muhammad bin Salmán v Rijádu v Saúdské Arábii, 19. října 2023

Podpořil Izrael ve válce s Hamásem na území Pásma Gazy. Odmítl výzvy k trvalému příměří, protože to by podle něj zvýhodnilo Hamás. Později ale kritizoval vysoký počet civilních obětí během izraelského bombardování Gazy a vyzval k „udržitelnému příměří“. Navzdory tomu jeho vláda umožnila, aby během války pokračovaly dodávky britských zbraní do Izraele. V lednu 2024 odmítl obvinění Jihoafrické republiky, že se Izrael v Gaze dopouští genocidy na Palestincích. V květnu 2024 kritizoval Mezinárodní trestní soud (ICC) v Haagu poté, co hlavní žalobce soudu požádal o vydání zatykače na izraelského premiéra Benjamina Netanjahua pro obvinění z válečných zločinů v Pásmu Gazy.
Dne 12. ledna 2024 Sunak navštívil Ukrajinu a prezidentu Ukrajiny Volodymyru Zelenskému slíbil vojenskou pomoc ve výši 2,5 miliardy liber ve válce s Ruskem, včetně raket dlouhého doletu, dělostřelecké munice a protivzdušné obrany, a k tomu dalších 200 milionů liber na nákup vojenských dronů.
V květnu 2024 požádal Sunak Karla III. o rozpuštění parlamentu a oznámil konání všeobecných voleb 4. července 2024. Podle průzkumů nad vládnoucími konzervativci výrazně vedli opoziční labouristé vedení Keirem Starmerem, kteří posléze volby vyhráli a sestavili jednobarevnou vládu. Ve funkci premiéra i vůdce opozice Sunak skončil v průběhu roku 2024.